# Psammopolia arietis
Psammopolia arietis là một loài bướm đêm thuộc họ Noctuidae. It occurs ở Thái Bình Dương Coast sand beaches từ Mendocino, California tới tây nam Alaska. It is absent from the inland Strait của Georgia.
Con trưởng thành bay từ cuối tháng 7 tới đầu tháng 9.
The larvae live in sand dunes và feed on Lathyrus littoralis, Polygonum paronychia, Abronia latifolia và an unspecified grass.